# Новый Афон (станция)
Но́вый Афо́н (абх. Афон Ҿыц, груз. ახალი ათონი) — железнодорожная станция Абхазской железной дороги на участке Псоу — Сухум, расположенная в городе Новый Афон в Абхазии.

## История
Станция открыта в 1944 году. Вокзал станции открыт в 1967 году. В конкурсе на проект вокзала станции участвовало около 200 работ. Здание построено в стиле советского неоклассицизма, имеет центральный открытый зал в виде ротонды с колоннами, куполом и арками. В правом крыле находился зал ожидания, в левом — технические помещения.
На 1981 год занималась приёмом и выдачей багажа, продажей билетов на поезда местного и дальнего следования. До 1992 года станция относилась к Самтредскому отделению Закавказской железной дороги.
В результате грузино-абхазской войны 1992—1993 годов движение по станции было полностью прекращено. После прекращения боевых действий через станцию курсировал только пригородный электропоезд Сухум — Псоу (российско-абхазская граница),
5 декабря 2002-го по мосту через реку Псоу прошёл электропоезд Сухум — Сочи.
В 2004 году на участке Абхазской железной дороги от Псоу до Сухума начались полномасштабные восстановительные работы, производившиеся силами российских строительных организаций. На период производства ремонтных работ движение электропоездов было прекращено.
Полноценное движение восстановилось в 2004 году. 10 сентября по Абхазской железной дороге прошёл первый поезд дальнего следования, состоявший из нескольких вагонов беспересадочного сообщения Сухум — Москва. Вагоны делали остановку на станции Новый Афон. 
С 2006 года движение электропоездов по маршруту Адлер — Сухум прекращено. Продолжилось движение электропоезда Сухум — Гудаута, под тепловозной тягой, и движение прицепных вагонов Сухум — Москва. В начале марта 2008 года было прекращено движение и пригородного поезда Сухум — Гудаута.
С лета 2014 года к поезду № 305/306 сообщением Москва — Сухум добавилось несколько новых летних пассажирских поездов.
На 2022 год станция электрифицирована; в здании вокзала работали билетные кассы, при этом большая часть здания была заброшена и разрушалась.
На станции имеет остановку 2 минуты поезд №303/304 Москва - Сухум - Москва, а так же стоянку 8 минут имеет сезонный поезд № 479/480 Санкт-Петербург - Сухум - Санкт-Петербург.
1 мая 2025 года по станции возобновилось движение электричек. Электропоезд ЭП2ДМ курсирует ежедневно 2 раза в день по маршруту Сухум - Имеретинский Курорт (Сириус). Электропоезду присвоено коммерческое название «Диоскурия». Поезд имеет номер №925/926 и 929/930, билеты на него продаются с указанием мест (так как формально это поезд дальнего следования).  Стоимость проезда по всему маршруту 356 рублей, время в пути 3 часа 35 минут. На территории Абхазии электропоезд делает 9 остановок . На станции Новый Афон электропоезд делает одноминутную остановку.

## Дальнее сообщение по станции
| № поезда | Маршрут движения            | № поезда | Маршрут движения            |
| -------- | --------------------------- | -------- | --------------------------- |
| 303      | Москва — Сухум              | 304      | Сухум — Москва              |
| 479*     | Санкт-Петербург — Сухум     | 480*     | Сухум — Санкт-Петербург     |
| 925      | Имеретинский Курорт — Сухум | 926      | Сухум — Имеретинский Курорт |
| 929      | Имеретинский Курорт — Сухум | 930      | Сухум — Имеретинский Курорт |

Звёздочкой отмечены поезда, курсирующие только в летний период.